# Oleksij Sadowen

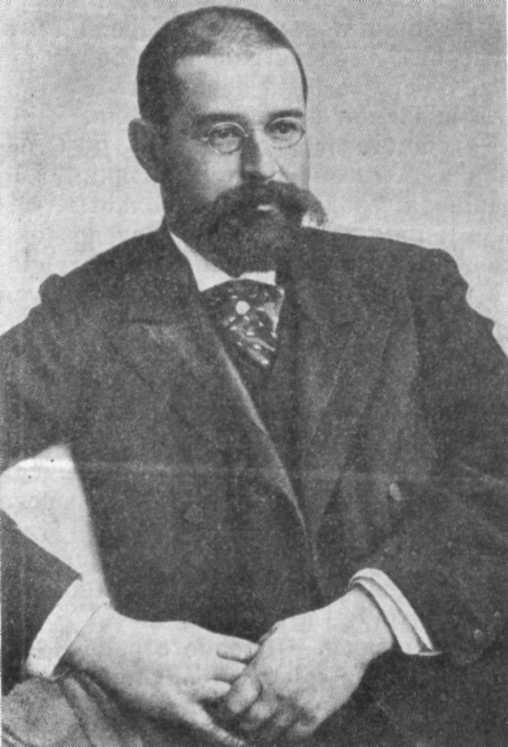
Oleksij Sadowen vor 1917

Oleksij Andrijowytsch Sadowen (ukrainisch Олексій Андрійович Садовень, russisch Алексей Андреевич Садовень Alexei Andrejewitsch Sadowen; * 25. Septemberjul. / 7. Oktober 1857greg. im Gouvernement Tschernigow, Russisches Kaiserreich; † 8. Oktober 1919 in Kiew, Ukrainische SSR) war ein ukrainischer Mediziner und Rektor der St.-Wladimir-Universität in Kiew.

## Leben
Oleksij Sadowen absolvierte 1880 die medizinische Fakultät der Universität in Kasan und war im Anschluss als freiberuflicher Praktikant in der therapeutischen Klinik der Universität tätig. Von 1884 bis 1886 studierte er an der Militärmedizinischen Akademie von Sankt Petersburg. Von 1886 an arbeitete er dort an der medizinischen Abteilung und lehrte ab 1888 als Assistenzprofessor allgemeine und experimentelle Pathologie. 1889 wurde er, gemeinsam mit weiteren Militärärzten auf eine wissenschaftliche Mission ins Ausland geschickt. Am 12. August 1889 kam er als außerordentlicher Professor an die Abteilung für medizinische Chemie der Universität Kiew und wurde dort am 9. April 1900 ordentlicher Professor sowie Leiter der Abteilung für medizinische Chemie. Er lehrte Pharmakologie, physikalische- und medizinische (biologische) Chemie. Er war 1907 einer der Organisatoren sowie Lehrer an der medizinischen Abteilung der Kiewer Höheren Mädchenschule. An der Universität Kiew wurde ihm 1914 der Titel verdienter Ordentlicher Professor verliehen. Von 1913 bis 1919 war er Dekan der Medizinischen Fakultät und vom 29. November 1917 bis zum 5. April 1918 war er Rektor der Kiewer Universität.
Er starb 62-jährig in der Universitätsklinik in Kiew und wurde auf dem Baikowe-Friedhof bestattet.

## Ehrungen
- 1890 Sankt-Stanislaus-Orden 3. Klasse, später noch 2. und 1. Klasse
- 1895 Orden der Heiligen Anna 3. Klasse
- 1904 Orden der Heiligen Anna 2. Klasse
- 1908 Orden des Heiligen Wladimir 4. Klasse
- 1911 Echter „Staatsrat“
- 1914 Orden des Heiligen Wladimir 3. Klasse[2]